# Le Fossat
Le Fossat (okzitanisch ebenfalls Le Fossat) ist eine französische Gemeinde mit 1061 Einwohnern (Stand 1. Januar 2022) im Département Ariège in der Region Okzitanien; sie gehört zum Arrondissement Saint-Girons und zum Kanton Arize-Lèze.

## Lage
Le Fossat liegt am Fluss Lèze in einer Höhe von etwa 240 m. Nächstgelegene Stadt ist das etwa 26 Kilometer (Fahrtstrecke) südöstlich gelegene Pamiers; die Großstadt Toulouse ist knapp 60 Kilometer in nördlicher Richtung entfernt.

## Bevölkerungsentwicklung
| Jahr      | 1962 | 1968 | 1975 | 1982 | 1990 | 1999 | 2006 | 2016 |
| Einwohner | 644  | 656  | 687  | 658  | 754  | 783  | 964  | 1052 |

Im 19. Jahrhundert hatte der Ort meist um die 1000 Einwohner. Die zunehmende Mechanisierung der Landwirtschaft führte in der ersten Hälfte des 20. Jahrhunderts zu einem kontinuierlichen Absinken der Einwohnerzahlen bis auf die Tiefststände in den 1940er und 1980er Jahren.

## Wirtschaft
Le Fossat lebte in hohem Maße von der in den Weilern und Dörfern der näheren Umgebung betriebenen Landwirtschaft; der Ort selbst fungiert bis heute als kleines regionales Handels-, Handwerks- und Dienstleistungszentrum. Auch der Tourismus in Form der Vermietung von Ferienwohnungen (gîtes) spielt eine gewisse Rolle für die Einnahmen des Ortes.

## Geschichte
Le Fossat gehörte zur Grafschaft Foix und zur Abtei Saint-Antoine-et-Saint-Pierre in Lézat-sur-Lèze und wurde im 13. Jahrhundert gemeinschaftlich (paréage) vom Grafen von Foix und dem Vorsteher der Abtei gegründet. Um Neusiedler anzuziehen gewährte man ihnen diverse Privilegien steuerlicher (Befreiung von Leib- und Wegezöllen) und wirtschaftlicher Art (Markt- und Messerecht). In den Jahren 1568 und 1625 wurde der Ort von den Hugenotten belagert und teilweise zerstört.

## Sehenswürdigkeiten
- Von der im 14. Jahrhundert erbauten und im 18. Jahrhundert weitgehend umgebauten Wehrkirche Saint-Barthélémy ist lediglich der untere, aus Hausteinen erbaute Teil der Fassade mit dem gotischen Portal original erhalten, der obere Teil ist dagegen aus den für die Region typischen Ziegelsteinen gemauert. Langhaus und Apsis wurden nach den Zerstörungen während der Hugenottenkriege erneuert. Der Kirchenbau ist seit dem Jahr 1926 als Monument historique anerkannt.[1]
- Die romanische Chapelle Saint-André stammt aus dem 12. Jahrhundert und ist ebenfalls als Monument Historique anerkannt.[2]
- Ein aufwendig gestalteter Brunnen (Fontaine des Tortues) aus dem Jahr 1927 wurde im Jahr 2007 ebenfalls unter Denkmalschutz gestellt.
- In der Umgebung des Ortes finden sich die Reste zweier Windmühlen.

## Persönlichkeiten
- Aicart du Fossat (13. Jahrhundert), Troubador
- Théophile Silvestre (1823–1876), Kunstkritiker